# Vallecrosia
Vallecrosia est une commune italienne d'environ 7 200 habitants située dans la province d'Imperia, dans la région Ligurie, dans le Nord-Ouest de l'Italie.

## Économie
L'économie de Vallecrosia repose essentiellement sur la floriculture et également sur le tourisme en raison de sa proximité à la mer.

## Transports
Vallecrosia dispose d'une gare qui est desservie par des services régionaux de la Trenitalia. La ville dispose aussi d'un réseau de trolleybus.

## Monuments et patrimoine

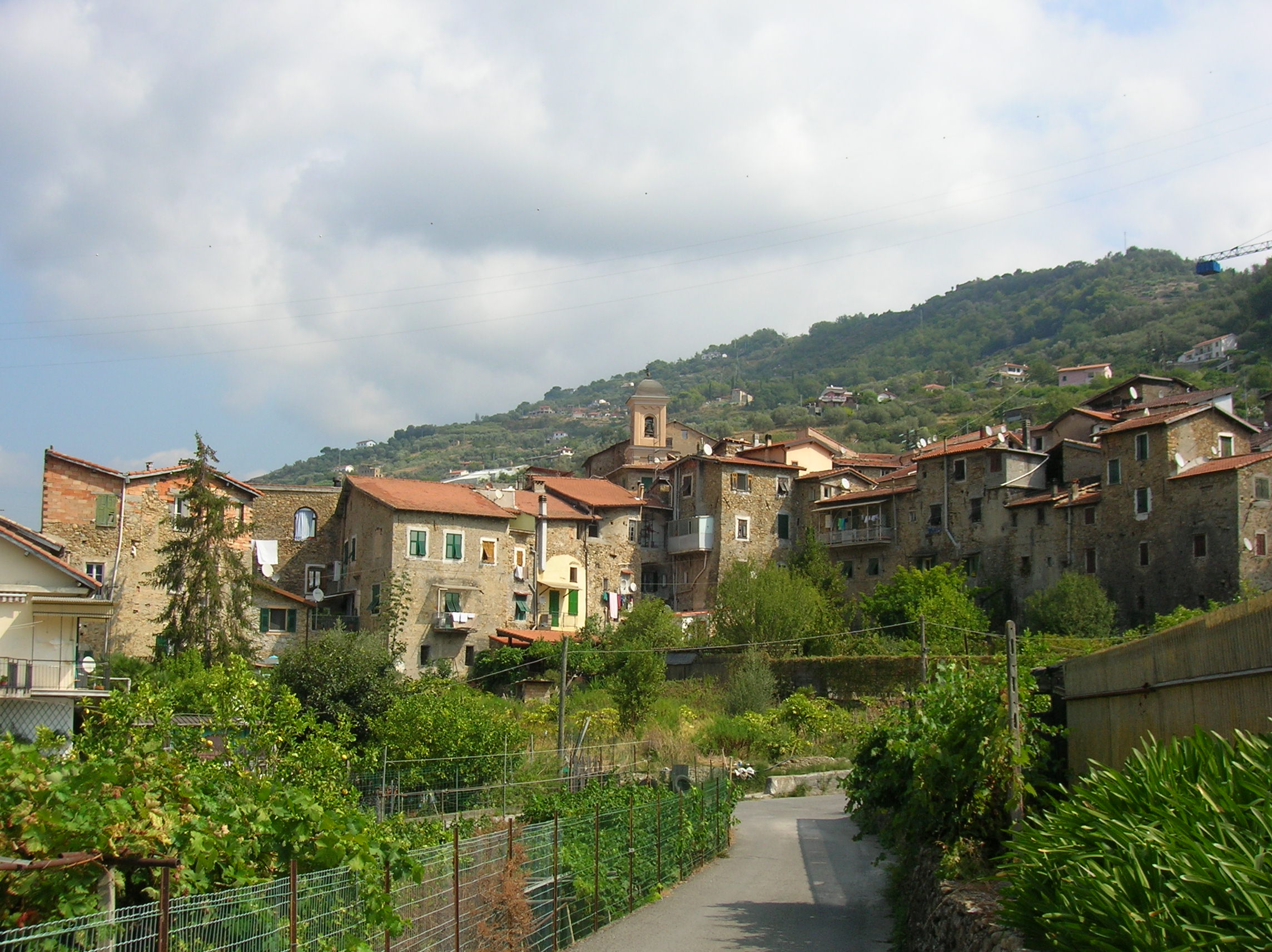
Vallecrosia Alta.

Situé à quelques kilomètres au nord de Vallecrosia, le hameau ancien de Vallecrosia Alta propose un intéressant patrimoine indiqué dans le village par un itinéraire touristique fléché :
- l'église Sant'Antonio abate, de style baroque, a été reconstruite en 1737 mais conserve, d'une construction plus ancienne, une petite chapelle intérieure sur le côté droit de la nef ;
- la chapelle Madonna della Grazie e di San Bernardo est l'ancienne église paroissiale. Elle date du XIIe siècle ;
- la chapelle Santa Crescenza datant du XVIIIe siècle est actuellement abandonnée.

À l'entrée de Vallecrosia Alta la Torre Saracena, une tour du XIVe siècle, défendait le hameau contre les Sarrasins.

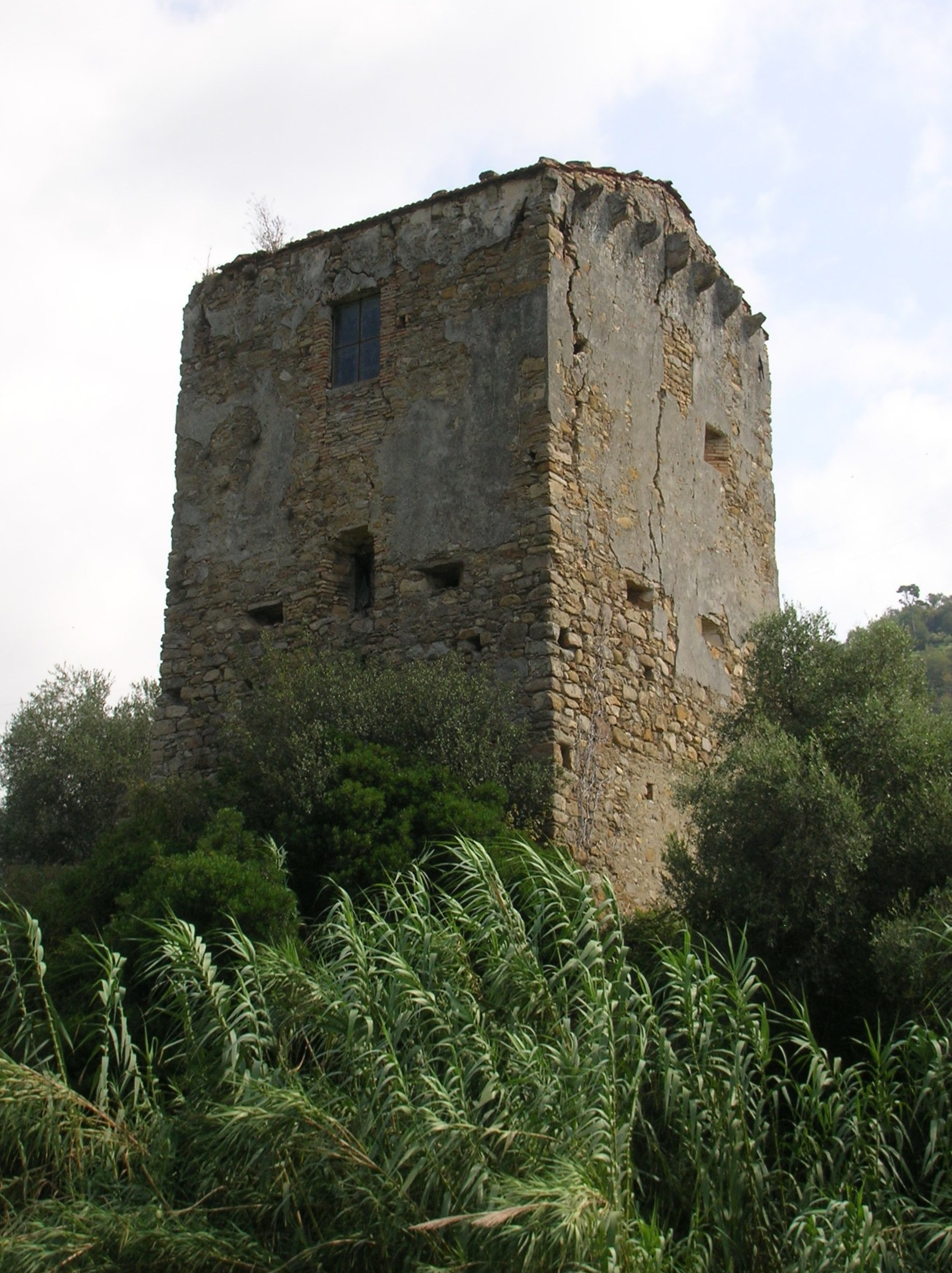
La Torre Saracena, tour du XIVe siècle.
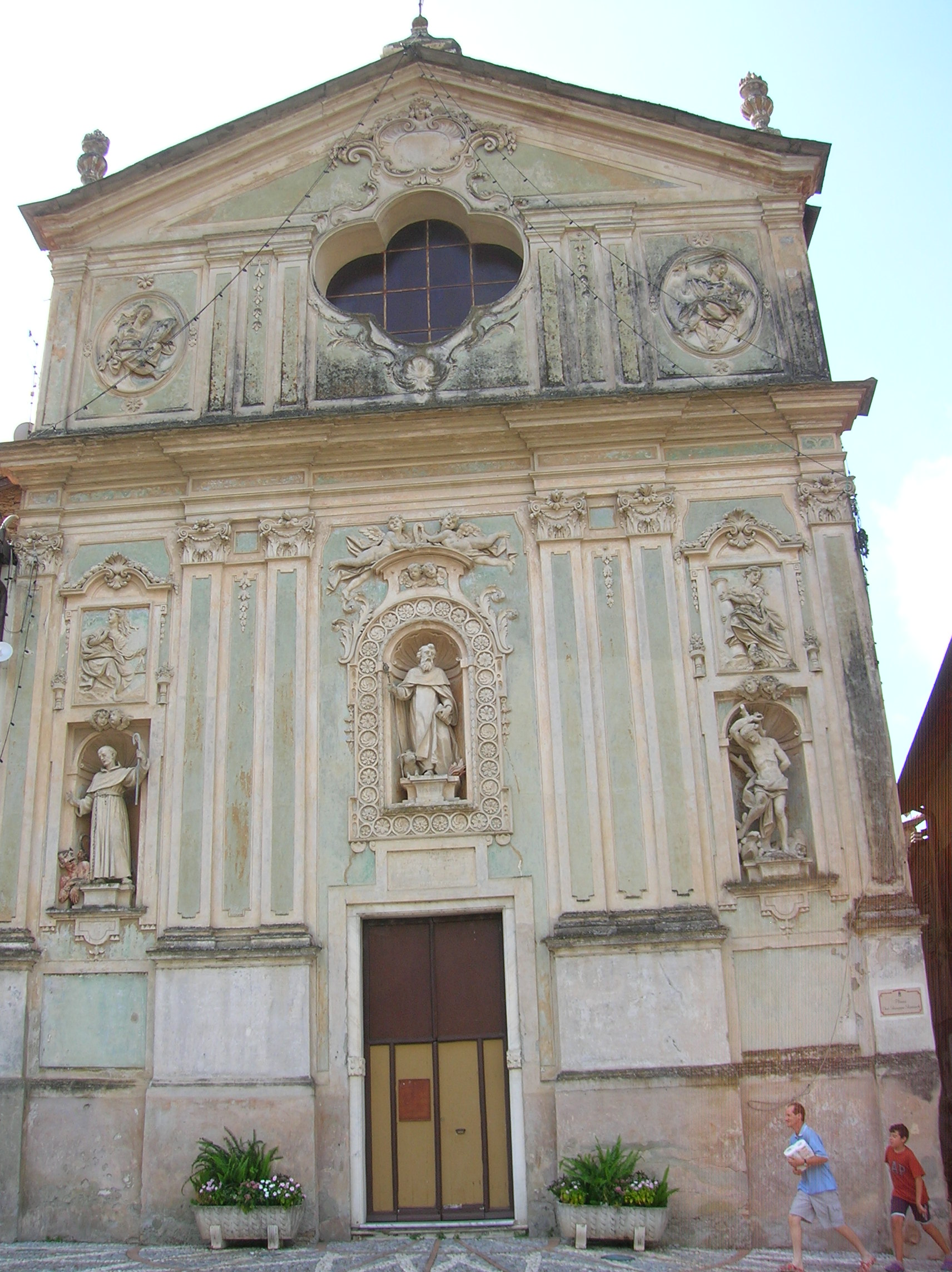
L'église Sant'Antonio abate.
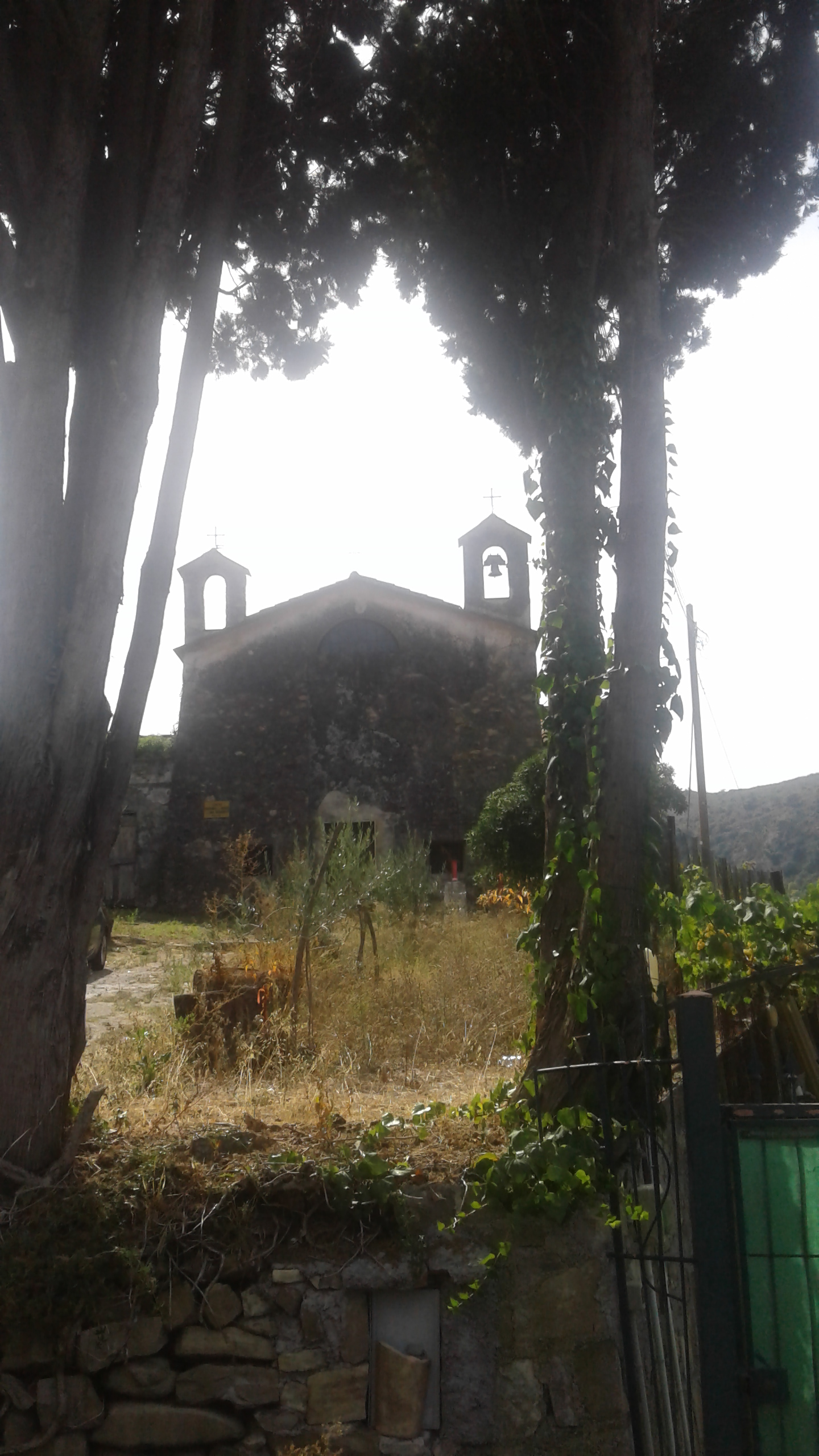
La chapelle Madonna della Grazie e di San Bernardo, XIIe siècle.
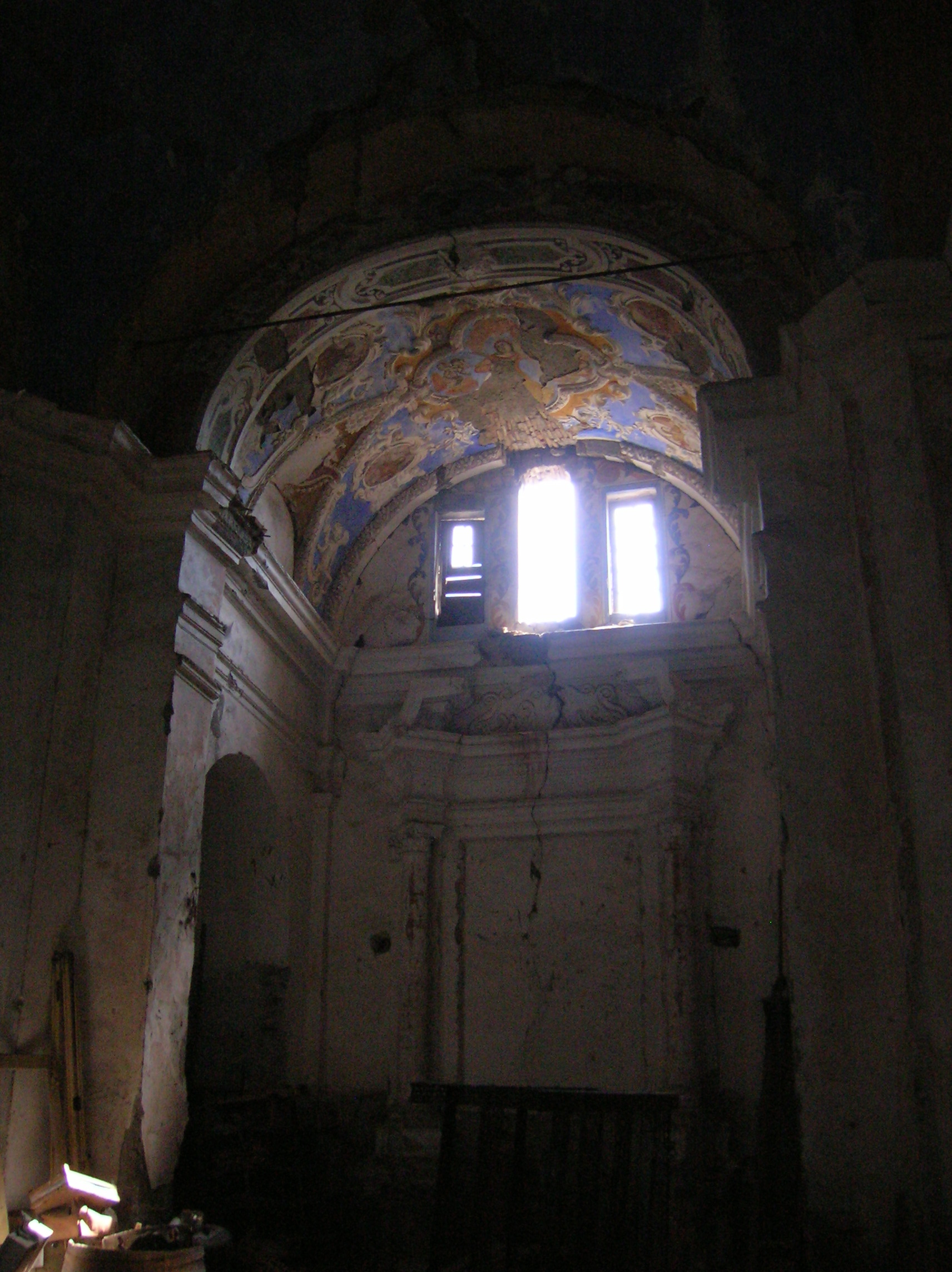
La chapelle Santa Crescenza, XVIIIe siècle.
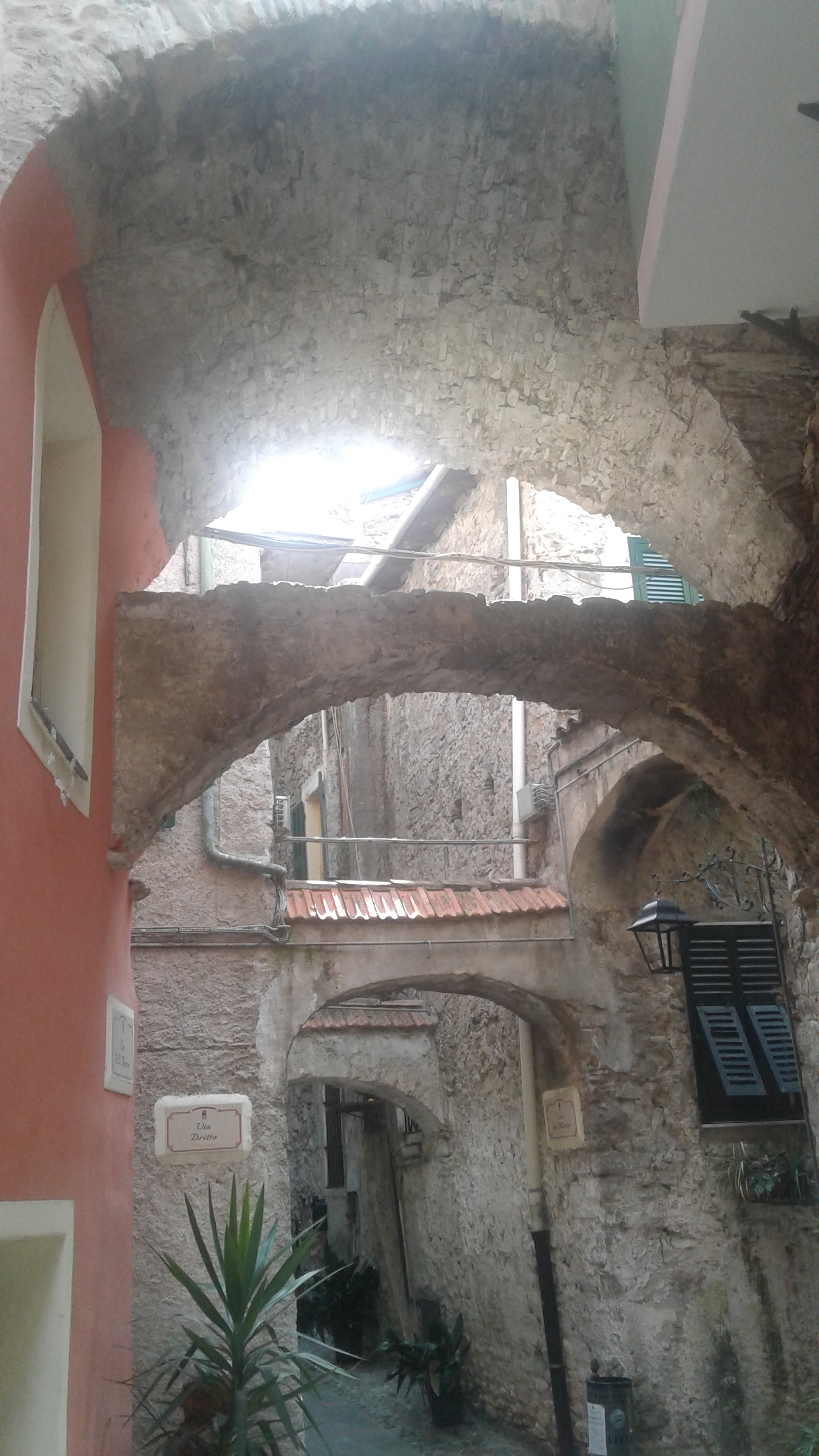
Dans Vallecrosia Alta.
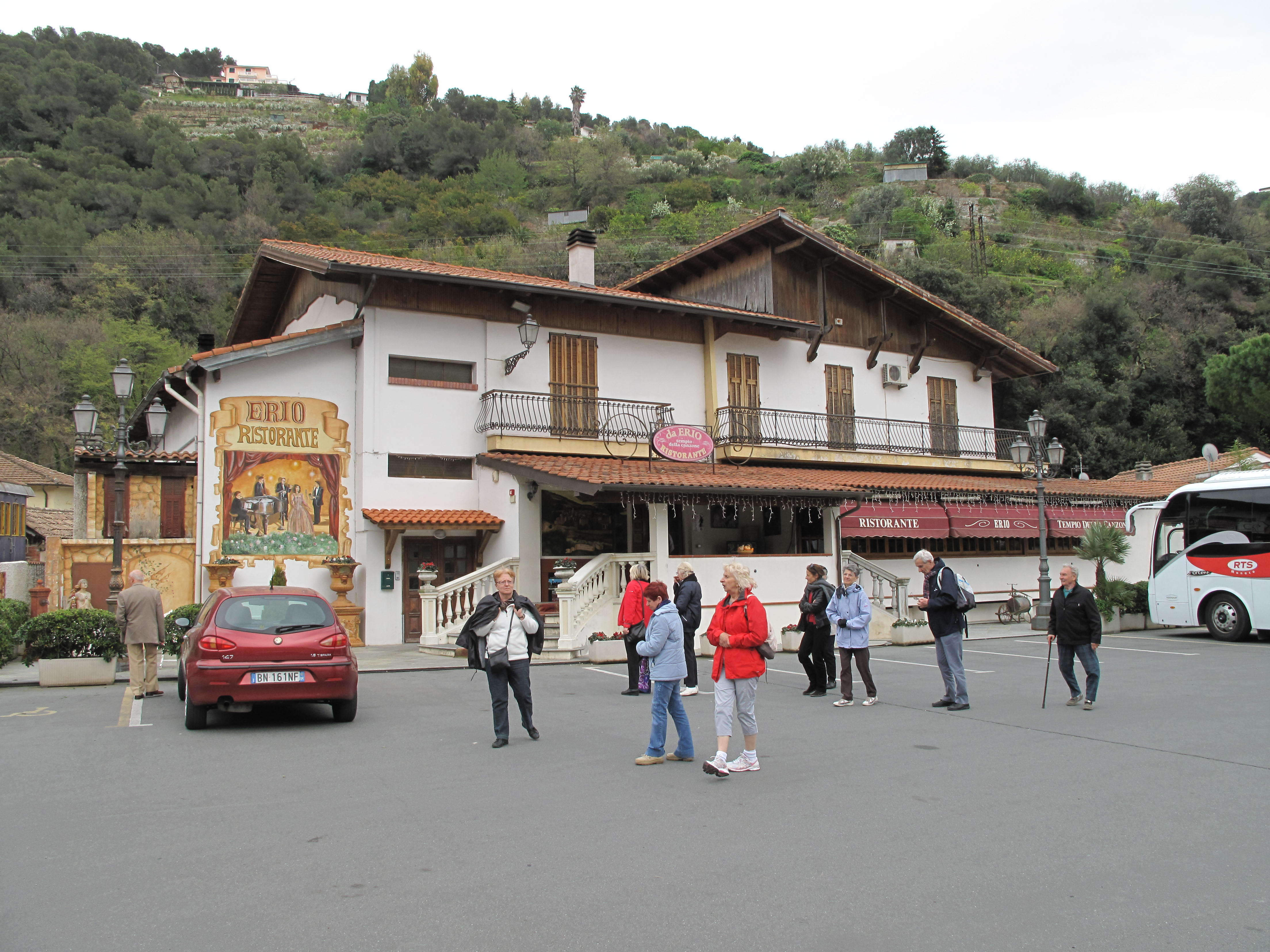
Erio restaurant.

Le Musée de la Chanson italienne a été réalisé dans une vieille locomotive à vapeur, la Cirilla.
Dans l'espace obtenu à l'intérieur, enlevant les sièges et les porte-bagages, on a créé des vitrines et des coins réservés à une collection discographique, aux instruments d'époque, aux témoignages des recherches sur la reproduction sonore et surtout à l'histoire du Festival de la Chanson italienne de Sanremo.

## Administration
| Période                                  | Période     | Identité            | Étiquette       | Qualité |
| ---------------------------------------- | ----------- | ------------------- | --------------- | ------- |
|                                          | 30 mai 2006 | Emidio Paolino      |                 | Maire   |
| 30 mai 2006                              | 27 mai 2013 | Silvano Croese      | Liste civique   | Maire   |
| 27 mai 2013                              | En cours    | Ferdinando Giordano | Centro Sinistra | Maire   |
| Les données manquantes sont à compléter. |             |                     |                 |         |

### Hameaux
- Vallecrosia Alta (ou Vallecrosia Vecchia).

### Communes limitrophes
Bordighera, Camporosso, San Biagio della Cima, Vallebona